# The Best of George Harrison
The Best of George Harrison é uma coletânea do cantor e compositor George Harrison, lançado em 1976. É notável por incluir também composições do cantor gravadas pelos Beatles.

## Faixas
1. "Something" – 3:01
2. "If I Needed Someone" – 2:22
3. "Here Comes the Sun" – 3:05
4. "Taxman" – 2:37
5. "Think for Yourself" – 2:18
6. "For You Blue" – 2:31
7. "While My Guitar Gently Weeps" – 4:45
8. "My Sweet Lord" – 4:38
9. "Give Me Love (Give Me Peace on Earth)" – 3:35
10. "You" – 3:41
11. "Bangla Desh" – 3:57
12. "Dark Horse" – 3:53
13. "What Is Life" – 4:17